# Glasbury
Glasbury ou Glasbury-on-Wye (Y Clas-ar-Wy en gallois) est un village et une communauté du Powys, au pays de Galles. Comme son nom l'indique, il est situé sur la rivière Wye, à six kilomètres au sud-ouest de la ville de Hay-on-Wye. Au moment du recensement de 2011, il comptait 994 habitants.